# Munderfing
Munderfing è un comune austriaco di 2 961 abitanti nel distretto di Braunau am Inn, in Alta Austria. Le sue frazioni sono: Ach, Achenlohe, Achtal, Althöllersberg, Baumgarten, Bradirn, Buch, Haidberg, Hirschlag, Höllersberg, Katztal, Kolming, Lichteneck, Munderfing, Oberweißau, Parz, Pfaffing, Rödt, Spreitzenberg, Stocker, Unterweißau, Valentinhaft e Wiesenham.